# Sarah B. Pomeroy
Sarah B. Pomeroy (Nueva York, 13 de marzo de 1938) es una profesora estadounidense de Estudios clásicos. 

## Primeros años y educación
Sarah Pomeroy nació en la ciudad de Nueva York en 1938. Asistió a la  Birch Wathen School donde estudió historia antigua y latín, entre otras materias. Tras graduarse en el instituto a los 16 años, comenzó su carrera universitaria en Estudios Clásicos en el Barnard College,  al tiempo que cursaba estudios en la Universidad de Columbia debido al reducido tamaño del departamento del Barnard en aquella época. Pomeroy se graduó en 1957, a la edad de diecinueve años, y comenzó un curso de posgrado en Columbia bajo la supervisión de Eve Harrison y Otto Brendel. Durante sus estudios de posgrado trabajó en papirología con John Day  y, entre 1962 y 1963, realizó un curso de estudios de Derecho Romano en la misma universidad.

## Carrera académica
Pomeroy se trasladó a la Universidad de Texas en Austin para ocupar su primer puesto de trabajo en 1961, donde permaneció hasta 1962. En 1964, aceptó la plaza como profesora en el Hunter College, que ocupó durante un año. Desde 1967 hasta 1968 trabajó en el Brooklyn College, antes de incorporarse al Hunter en 1968, donde permaneció el resto de su carrera. También ha trabajado como profesora de Estudios Clásicos en la Escuela de Graduados de la City University de Nueva York donde fue nombrada miembro del Programa de Historia en 1978. Ha sido  nombrada Profesora Distinguida del Hunter College, en 1996, y se le ha concedido el título de Profesora Emérita de Clásicos e Historia del Hunter College y del Graduate Center en 2003.
Pomeroy ha recibido numerosas becas y premios  a lo largo de su carrera. Obtuvo una beca de la  Fundación Ford y fue reconocida en la recepción “Salute to Scholars” de la City University de Nueva York en 1981-1982,  además de ganar el City University President's Award in Scholarship en 1995. Ha sido becada también por la John Simon Guggenheim Memorial Foundation en 1998, y ha recibido subvenciones del American Council of Learned Societies, la Fundación Ford, el National Endowment for the Humanities, la Fundación Andrew W. Mellon y la American Numismatic Society. En 2003, impartió la conferencia conmemorativa Josephine Earle en el Hunter College y es miembro de la Sociedad Filosófica Estadounidense.

## Estudios e influencia
El primer libro de Pomeroy, Goddesses, Whores, Wives, and Slaves: Women in Classical Antiquity (Diosas, putas, esposas y esclavas: mujeres en la Antigüedad clásica), se publicó en 1975 y es una de las primeras obras en inglés sobre la historia de las mujeres. La obra ha sido traducida al alemán, italiano y español y desde su publicación se ha utilizado como libro de texto en muchos cursos universitarios sobre estudios de género.  Un libro, según describe la autora, que forma parte de su enseñanza en el "primer curso en América sobre las mujeres en la antigüedad". Otras obras suyas son: Xenophon, Oeconomicus: A Social and Historical Commentary (1994), Families in Classical and Hellenistic Greece: Representations and Realities (1998), Spartan Women (2002), y, con Stanley M. Burstein, Walter Donlan y Jennifer Tolbert Roberts, los libros de texto Ancient Greece: a Political, Social, and Cultural History (4.ª edición, 2017) y A Brief History of Ancient Greece: Politics, Society, and Culture (3.ª edición, 2011).

## Libros publicados
- Goddesses, Whores, Wives, and Slaves: Women in Classical Antiquity (Schocken, 1975). ISBN 9780805205305
- Ancient History (con Stanley M. Burstein, 1984). ISBN 9780910129114
- Women in Hellenistic Egypt: From Alexander to Cleopatra (Schocken, 1984). ISBN 9780805239119
- Women's History and Ancient History (Chapel Hill, 1991). ISBN 9780807819494
- Oeconomicus: A Social and Historical Commentary, con Xenophon (Clarendon Press, 1994). ISBN 9780198140825
- Families in Classical and Hellenistic Greece: Representations and Realities (Oxford University Press, 1997). ISBN 9780198152606
- Ancient Greece: A Political, Social, and Cultural History (con Stanley M. Burstein, Walter Donlan y Jennifer Tolbert Roberts, Oxford University Press, 1999). ISBN 9780195097436
- Plutarch’s Advice to the Bride and Groom and A Consolation to His Wife: English Translations, Commentary, Interpretive Essays, and Bibliography (Oxford University Press, 1999). ISBN 9780195120233
- Spartan Women (Oxford University Press, 2002). ISBN 9780195130669
- A Brief History of Ancient Greece: Politics, Society, and Culture (con Stanley M. Burstein, Walter Donlan y Jennifer Tolbert Roberts, Oxford University Press, 2004). ISBN 9780195156812
- The Murder of Regilla: A Case of Domestic Violence in Antiquity (Harvard University Press, 2007). ISBN 9780674042209
- Pythagorean Women (Johns Hopkins University Press, 2013). ISBN 9781421409566
- Maria Sibylla Merian: Artist, Scientist, Adventurer (with Jeyaraney Kathirithamby, J. Paul Getty Museum, 2018). ISBN 978-1947440012
- Benjamin Franklin, Swimmer: An Illustrated History (American Philosophical Society Press, 2021). ISBN 9781606181065